# Terminus (mythologie)
Terminus was de Romeinse god van de grenzen, voor wie reeds door de Sabijnse koning Titus Tatius een tempel op het latere Capitool zou zijn gesticht.
Numa Pompilius zou vervolgens ter ere van hem de Terminalia hebben ingesteld, die op 23 februari (van oudsher de laatste dag van het jaar, de grens van het jaar) gevierd werden. Hij zou eveneens bepaald hebben dat er aan Terminus zelf geen bloed mocht geofferd worden (Plutarchus, Quaestiones Romanes 15.). Toen door Tarquinius Priscus het plan werd opgevat voor Jupiter een prachtige tempel op het Capitool te bouwen, en de wegruiming van verschillende heiligdommen nodig was, weigerden de goden hun toestemming tot de verplaatsing van het beeld van Terminus te geven en bevalen in de nieuwe tempel een opening in het dak (foramen) te maken, omdat de god steeds onder de vrije hemel moest staan.
De oudste beelden van de god schijnen niets anders geweest te zijn dan vierkante stenen, zoals men die voor grensstenen gebruikte. Later hadden de beelden van Terminus de vorm van Hermen. Onder zijn bescherming stonden de grensstenen, waarvan de heiligheid in de oudste tijden bij de Romeinen in zeer hoog aanzien stond. Ieder die een grenssteen omver ploegde, werd met zijn juk ossen vervloekt en mocht vrij gedood worden. Eerst later werd voort dit vergrijp een geldboete ingesteld. De Terminalia werden gevierd door een offer van staatswege op het Capitool, waarbij alle grenspalen in offerbloed werden gedrenkt en versierd met bloemen, maar ook door verschillende offers die de buren bij elkaar brachten en met een gezellig huiselijk feest dat in de nabijheid van de grenssteen gehouden werd. Ook de plaatsing van een nieuwe grenssteen ging met offers ter ere van Terminus gepaard.
Later werd Terminus een bijnaam van de koning van de hemelen en Jupiter Terminus of Terminalis werd dan afgebeeld als een man met dik hoofdhaar en een zware baard. Terminus was in de Romeinse mythologie de god van de grenzen. Grenspalen waren aan hem gewijd. Ieder jaar op 23 februari vierden de Romeinen ter ere van Terminus de Terminalia